# Horuru jezik
Horuru jezik (ISO 639-3: hrr), austronezijski jezik uže centralnomolučke skupine kojim govori 4 240 ljudi (2000) na otoku Ceram (Seram) u Molucima, Indonezija.
Uz još šest drugih jezika klasificira se podskupini amalumute

## Vanjske poveznice
- Ethnologue (14th)
- Ethnologue (15th)